# 붓꼬리토끼쥐
붓꼬리토끼쥐(Conilurus penicillatus)는 쥐과에 속하는 설치류의 일종이다. 오스트레일리아와 파푸아뉴기니에서 발견된다. 오스트레일리아토끼쥐속의 현존하는 유일종이다.

## 특징
꼬리 길이 18~23cm를 제외한 몸길이가 15~22cm인 중대형 설치류다. 발 길이는 4~4.5cm이소 귀 길이는 2.5~3cm, 몸무게는 최대 190g이다. 털은 가늘고 거칠다. 등 쪽 털은 회색빛 갈색인 반면에 배와 다리 뒷 쪽은 희끄무레하다. 귀는 다소 크다. 발은 가늘고 길다. 핵형은 2n=48, FN=54이다.

## 생태
야행성 동물이고 준수상성 동물이다. 울창한 식물 잎을 가진 나무 구멍 안에 둥지를 만든다. 먹이는 식물 잎과 씨앗 특히 풀과 열매, 꽃, 절지동물이다. 우기철 끝부터 건기가 시작되는 사이인 3월과 10월 사이에 번식을 한다. 암컷은 약 1~4년 동안 여러번 새끼를 낳고, 임신 기간은 약 36일이다. 새끼는 태어난 지 약 20일 후 독립할 수 있다.

## 분포 및 서식지
오스트레일리아의 웨스턴오스트레일리아주와 노던준주 해안가 그리고 퀸즐랜드주의 잉글리스섬, 배서스트섬, 멜빌섬, 그루트 에이랜트를 포함한 일부 해안가 섬들에 널리 분포한다. 뉴기니섬에서는 파푸아뉴기니의 남서부 일부 지역에서만 발견된다. 과거 분포 지역은 현재 보다 더 광범위했고 오스트레일리아 북부의 몬순 지대 전역이 포함되었다. 해발 최대 60m 이하의 삼림 사바나 지대 특히 풀로 덮인 덤불 지대 또는 산재한 관목 지대 속의 유칼립투스 속에서 서식한다.

## 아종
3종의 아종이 알려져 있다.
- C. p. penicillatus - 웨스턴오스트레일리아주와 노던준주 해안가, 퀸즐랜드주의 잉글리스섬과 배서스트섬, 그루트 에이랜트, 벤팅크
- C. p. melibius (Thomas, 1921) - 멜빌섬
- C. p. randi (Tate & Archbold, 1938) - 파푸아뉴기니 남서부